# جودیت اولین
جودیت اولین (انگلیسی: Judith Evelyn؛ ۲۰ مارس ۱۹۰۹ – ۷ مهٔ ۱۹۶۷) هنرپیشه اهل ایالات متحده آمریکا بود.
از فیلم‌ها یا برنامه‌های تلویزیونی که وی در آن نقش داشته است می‌توان به پنجره پشتی، غول، سینوهه اشاره کرد.